# Cryptopsy
Cryptopsy est un groupe canadien de brutal death métal, originaire de Montréal, au Québec. Le groupe a d'abord pratiqué le grind technique à ses débuts pour passer au brutal death métal technique. Le groupe s'est plutôt orienté vers le deathcore pour leur album The Unspoken King. Le groupe compte plus de 300 000 exemplaires vendus.

## Biographie

### Necrosis (1988–1992)
Cryptopsy est formé en 1988 par le batteur Mike Atkin, le guitariste Steve Thibault et le chanteur Dan Greening (qui prendra plus tard le nom de Lord Worm) sous le nom de Necrosis. John Todds se joint plus tard à la basse. Le groupe publie quelques démos comme Mastication and Heterodontism (1989), Realms of Pathogenia (1991), et Necrosis (1992). Le groupe fait sa première apparition scénique en 1992, et change de nom pour Cryptopsy la même année.
Atkin, dont la direction musicale est plus orientée thrash et speed metal, quitte le groupe et est remplacé par Flo Mounier (présenté au groupe par Todds), dont le style de batterie rapide marquera les débuts de Cryptopsy. Todds quitte Necrosis peu après pour se consacrer à sa famille. Le guitariste Dave Galea se joint aussi au groupe.

### Blasphemy Made Flesh(1993–1995)
Cryptopsy recrute Kevin Weagle pour jouer de la basse, et le groupe publie sa première démo, Ungentle Exhumation. Cette démo attire l'intérêt du label local Gore Records. Gore Records rééditera la démo et, pendant une brève période, managera le groupe. La première démo de Cryptopsy attire un certain intérêt dans la scène death métal underground et aussi celui du label allemand Invasion Records. En 1994, le bassiste Kevin Weagle est remplacé par Martin Fergusson. Dave Galea quitte le groupe et est remplacé par le guitariste Jon Levasseur. Cette formation enregistre un premier album studio, Blasphemy Made Flesh, d'abord publié indépendamment puis au label Invasion Records. L'album leur donne une plus grande notoriété dans la scène locale.
Malgré cette sortie, ils font face à des difficultés avec leur label Invasion Records. Invasion décline à cause de problèmes financiers, et le groupe se retrouve alors sans label, et sans soutien financier pour leurs tournées et leurs albums. Mais l'album sera édité par le label néerlandais Displeased Records. Après une tournée à succès en soutien à Blasphemy Made Flesh, le guitariste Steve Thibault quitte le groupe. Le bassiste Martin Fergusson est remplacé par Éric Langlois. Avec Langlois, le groupe ajoute une basse orientée funk.

### None So Vile(1996–1997)
En 1996, la formation composée de Lord Worm, Flo Mounier, Jon Levasseur, et Éric Langlois publie l'album None So Vile au label suédois Wrong Again Records. Cet album reprend des éléments d'extrême et de technique. À cette période, Levasseur compose une grande partie des chansons du groupe. Après la tournée en soutien à None So Vile, Lord Worm quitte le groupe pour se consacrer à sa carrière de professeur d'anglais. Le groupe atteint une certaine divergence musicale.
Au début de 1997, le chanteur Mike DiSalvo se joint au groupe. Originaire de Boston, dans le Massachusetts, il est recruté par Lord Worm. En juillet 1997, la participation de Cryptopsy au Milwaukee Metalfest XI attire l'attention des metalleux américains et même du label Century Media Records.

### Whisper Supremacy(1998–1999)
Le nouvel album de Cryptopsy, Whisper Supremacy, est publié en 1998 au label Century Media Records, et fait participer Miguel Roy comme second guitariste. Il incorpore quelques éléments de jazz et fusion. Certains fans critiqueront le style vocal de Mike DiSalvo car trop similaire à celui des chanteurs hardcore. La tournée en soutien à Whisper Supremacy prend place aux États-Unis.

### …And then You'll Beg(2000–2001)
Le quatrième album de Cryptopsy, …And then You'll Beg, est publié en 2000. L'album fait participer le nouveau guitariste Alex Auburn, qui remplacera Miguel Roy. And then You'll Beg est l'album du groupe le moins extrême selon la presse spécialisée. En 2001, le chanteur de Spasme, Martin Lacroix, devient chanteur du groupe pour les tournées en Europe et au Japon.

### None So Live(2002–2004)
En juin 2001, Cryptopsy donne son premier concert à Montréal en quatre ans, et attire un public de plus de 2 000 spectateurs. Le concert est enregistré et publié comme album live, intitulé None So Live, en mai 2003. Il s'agit de la seule fois où le vocal de Lacroix sera endisqué. Le groupe réalise par la suite que le dialecte en français de Lacroix ne colle pas avec les paroles en anglais qui ont fait le succès des précédents albums.
Plus tard en 2003, l'arrivée de Lord Worm, membre original de Cryptopsy, est annoncée. En été 2004, Cryptopsy joue quelques concerts dans la banlieue montréalaise, puis dans tout le Canada en septembre, avec l'ancien guitariste Miguel Roy comme remplaçant de Jon Levasseur. Le 9 octobre, le guitariste Dan Mongrain devient second guitariste pour les dates de concert. Le groupe joue None So Vile dans son intégralité, ainsi que les chansons Blasphemy Made Flesh et Whisper Supremacy. La tournée canadienne de 2004 tour se termine le 6 novembre à Trois-Rivières, au Québec, au Metalfest IV, une performance filmée et enregistrée pour un DVD intitulé Live at Trois-Rivières Metalfest IV, publié en 2005.

### Once Was Not(2005–2006)
Le 31 janvier 2005, Jon Levasseur annonce avoir perdu son intérêt pour la musique extrême et se sépare en bons termes de Cryptopsy. Dan Mongrain reprend la guitare pour la tournée Back to the Worms aux États-Unis entre février et mai. Après la tournée, Mongrain quitte à son tour le groupe pour se consacrer à son groupe Martyr. Le prochain album du groupe, Once Was Not, sera publié le 18 octobre 2005. Il fait participer Lord Worm, Flo Mounier, Éric Langlois, et Alex Auburn tous à la guitare sauf sur la chanson Luminum. Le 28 septembre, l'arrivée du guitariste de tournée, Christian Donaldson de Mythosis, est annoncée. Le groupe tourne en Amérique du Nord avec Suffocation, Despised Icon, et Aborted. Des exemplaires sont vendus en tournée. Après une pause, et la sortie du DVD de Flo Mounier, Extreme Metal Drumming 101, le groupe tourne en Europe avec notamment Grave, Aborted et Dew-Scented, suivie de tournée en Amérique et en Australie. Après leur seconde tournée en Europe, au Royaume-Uni, et en Scandinavie, le guitariste Christian Donalson est recruté comme membre permanent.

### The Unspoken King(2007–2011)
Un nouvel album est initialement annoncé sous le titre de The Book of Suffering, sous format double album, mais Cryptopsy annonce, le 23 avril 2007, le renvoi de Lord Worm et qu'ils cherchent un nouveau chanteur,. Après l'annonce, Lord Worm explique être parti en raison de problèmes de santé, ce qui contredit la version dudit renvoi annoncé par le groupe.
Le 4 décembre 2007, Cryptopsy révèle le recrutement du chanteur Matt McGachy et de la claviériste Maggie Durand. Avec cette formation, le style du groupe s'oriente vers le mélodique et fait usage de chants clairs. Ils enregistrent ensemble l'album The Unspoken King publié le 24 juin 2008. L'album est le sujet d'un contrecoup des fans du groupe, comparé à leurs précédents albums. Au début de février 2009, le guitariste Alex Auburn annonce son départ pour de nombreuses raisons.

### Cryptopsy(depuis 2011)
Le 25 mai 2011, le groupe annonce sur Facebook le retour du guitariste Jon Levasseur. Le bassiste Éric Langlois décide de se retirer de Cryptopsy et sera remplacé par Youri Raymond. Le 9 décembre 2011, Raymond annonce son départ du groupe. Le 15 janvier 2012, Cryptopsy annonce l'arrivée du bassiste Olivier Pinard, de Neuraxis et Vengeful. Cryptopsy publie Cryptopsy le 14 septembre 2012. L'album marque un retour à leur style death métal technique.
Le 8 mai 2015, Cryptopsy annonce la sortie de The Book of Suffering - Tome 1 en mi-2015, le premier d'une série d'EP. Une campagne de financement est lancée sur Indiegogo le même jour. Jason Suecof effectuera le mixage audio et Alan Douches le mastering.

## Membres

### Membres actuels
- Flo Mounier - batterie
- Chris Donaldson - guitare
- Matt McGachy - voix
- Olivier Pinard - basse

### Anciens membres
- Youri Raymond - guitare, basse, voix (2009-2011, 2012-2013)
- Martin Lacroix - voix (2001-2003)
- Steve Thibault - guitare, voix (1992-1995)
- Martin Fergusson - basse (1994)
- Miguel Roy - guitare (1995-1998)
- Kevin Weagle - Basse (1992-1994)
- Dave Galea - guitare, voix (1992-1994)
- Jon Levasseur - guitare (1993-2005)
- Mike DiSalvo - voix (1997-2001)
- Dan Mongrain - guitare live (2004-2005)
- Lord Worm (Dan Greening) - voix (1992-1997, 2003-2007)
- Alex Auburn - guitare, voix (1999-2009)
- Éric Langlois - basse (1994-2011)